# Marginella squamosa
Marginella squamosa is een slakkensoort uit de familie van de Marginellidae. De wetenschappelijke naam van de soort werd voor het eerst geldig gepubliceerd in 2019 door Boyer en Rosado.